# Больюльйос-Пар-дель-Кондадо
Больюльйос-Пар-дель-Кондадо (ісп. Bollullos Par del Condado) — муніципалітет в Іспанії, у складі автономної спільноти Андалусія, у провінції Уельва. Населення — 13 959 осіб (2010).
Муніципалітет розташований на відстані близько 420 км на південний захід від Мадрида, 37 км на схід від Уельви.

## Демографія
Динаміка населення (INE ):